# Elaine Thompson-Herah
Elaine Thompson (Sinh ngày 28 tháng 6 năm 1992) là một vận động viên điền kinh người Jamaica. Cô đã nổi lên vào năm 2016 khi cô trở thành nhà vô địch Olympic ở hai nội dung 100 m và 200 m tại Thế vận hội mùa hè 2016 tại Rio de Janeiro, Thompson đã hoàn thành lượt chạy nội dung 100 m với thành tích 10,72 giây và 200 m với thành tích 21,78 giây, trở thành vận động viên nữ chạy nước rút đầu tiên làm như vậy kể từ Florence Griffith Joyner tại Thế vận hội Seoul năm 1988. Thompson hiện đang xếp hạng là phụ nữ nhanh thứ năm trong nội dung 200 m và nhanh thứ tư nội dung 100 m trong lịch sử.

## Thửa nhỏ
Thompson đến từ Banana Ground, Giáo xứ Manchester, Jamaica. Cô tham gia thi đấu cho Christiana High School và sau đó là Manchester High School, Thompson là một vận động viên giỏi nhưng không nổi bật; kết quả tốt nhất của cô tại Jamaica là tại giải vô địch nam và nữ các trường trung học ISSA đến năm 2009, khi cô xếp thứ tư với thành tích 12,01 giây. Năm 2011, năm cuối cùng của cô ở Manchester High, cô đã rời khỏi đội đua vì lý do kỷ luật.

## Sự nghiệp điền kinh
Sau khi tốt nghiệp trung học, cô được Paul Francis, anh trai của huấn luyện viên trưởng MVP, Stephen Francis, đã tuyển dụng Đại học Công nghệ, Jamaica. Với huấn luyện MVP, khả năng của Thompson bắt đầu cải thiện đều đặn. Vào năm 2013, cô đã vượt qua một mùa giải tốt nhất là 11,41 giây tại Gibson Relays và đứng thứ hai sau Carrie Russell tại Giải vô địch liên trường Jamaica; tại Giải vô địch Trung Mỹ và Caribe 2013 ở Morelia cô giành được huy chương vàng 4 × 100 mét tiếp sức, chạy lượt đầu tiên trong đội Jamaica khi chiến thắng ở 43,58 giây. Năm 2014, Thompson giành được danh hiệu liên trường đầu tiên của mình, xếp thứ năm trong 11,26 tại giải vô địch quốc gia và có thành tích tốt nhất mùa giải là 11,17 giây. Cô đại diện cho Jamaica tại Đại hội thể thao Khối Thịnh vượng chung 2014 tại Glasgow, chạy trong nội dung 4 x 100 tiếp sức, thành tích của đội Jamaica là 42,44 giây ở vòng loại. Sau đó Jamaica giành chiến thắng trong trận chung kết nhưng Thompson không có trong đội hình thi đấu.

## Thành tựu
Elaine Thompson trở thành người phụ nữ đầu tiên giành huy chương vàng ở cả 100m và 200m, tại cùng một Thế vận hội (Rio 2016), kể từ khi Florence Griffith Joyner thiết lập tại Thế vận hội Seoul, năm 1988.

### Thành tích tốt nhất qua các mùa giải
100 mét
-2013: 11.41 

-2014: 11.17

-2015: 10.84

-2016: 10.70 

-2017: 10.71 

-2018:10.93
200 mét
-2014: 23.23

-2015: 21.66

-2016: 21.78

-2017: 21.98

-2018: 22.30